# چرخ‌ریسوک ارس‌زار
چرخ‌ریسوک اُرس‌زار (نام علمی: Baeolophus ridgwayi) یک پرنده گنجشک‌سان از خانواده چرخ‌ریسکان است. اتحادیه پرنده‌شناسان آمریکا در سال ۱۹۹۶ به دلیل تفاوت‌های مشخص در آهنگ، زیستگاه ترجیحی و ساختار ژنتیکی، چرخ‌ریسوک ساده را به دو دسته چرخ‌ریسوک بلوط و چرخ‌ریسوک ارس‌زار تقسیم کرد.
چرخ‌ریسوک ارس‌زار پرنده‌ای کوچک و خاکستری با تاج یا تاج کوچک است. نر و ماده از نظر دیداری شبیه هم هستند.
این موش در تمام طول سال عمدتاً در حوضه بزرگ زندگی می‌کند، اما از جنوب شرقی اورگان و مرکز کلرادو در جنوب تا شرق بیابان موهاوی در کالیفرنیا و مرکز آریزونا، تا غرب تگزاس و شمال شرقی سونورا، مکزیک - (جزایر آسمان مادریان) ساکن است). جنگل‌های باز از درختان کاج پینیون گرم و خشک - ارس و جنگل‌های کناررودخانه‌ای بیابانی را ترجیح می‌دهد.
آواز چرخ‌ریسوک ارس‌زار مجموعه‌ای از نت‌هایی است که در همان زمین ارائه می‌شوند. صدای آن شبیه یک چیک-دی به نظر می‌رسد.